# Anna Gadborg
Anna Gadborg (født 23. januar 1949 i Odense) er en dansk sanger, skuespiller, lærer og lydbogsindlæser. Hun er tilknyttet Odense Teater og har indlæst en mængde bøger for AV-forlaget Den Grimme Ælling, der også er placeret i Odense.
Hun er datter af skuespiller og operasanger Rigmor Gadborg.